# Vilma Amália magyar királyné
Vilma Amália (németül: Amalia Wilhelmine von Braunschweig-Lüneburg; Hannover, Braunschweig–Lüneburgi Hercegség, 1673. április 21. – Bécs, Német-római Birodalom, 1742. április 10.), a Hannover-házból származó braunschweig–lüneburgi hercegnő, János Frigyes herceg és Pfalzi Benedikta Henrietta leánya, aki I. József császárral kötött házassága révén német–római császárné, valamint magyar és cseh királyné 1705-től hitvese 1711-es haláláig. Férjével való házasságából összesen két leánya, a későbbi Mária Jozefa lengyel királyné és Mária Amália bajor választófejedelemné, valamint egy korán elhunyt fia, Lipót József főherceg származott.

## Élete

### Származása
Édesapja János Frigyes calenberg–göttingeni fejedelem (1625–1679), édesanyja Benedikta Henrietta Philippina rajna–pfalzi grófnő (1652–1730), apai nagyanyja, Anna Eleonóra hessen–darmstadti hercegnő (1601–1659) révén V. Lajos hessen–darmstadti őrgróf (1577–1626) dédunokája.
Szülei házasságából négy leánytestvér született
- Anna Zsófia (1670–1672)
- Sarolta Felicitász (1671–1710), 1696-ban Estei Rajnaldhoz (Rinaldo d’Este), Modena és Reggio hercegéhez (1655–1737) ment feleségül.
- Henrietta Mária (1672–1757)
- Amália Vilma (1673–1742), 1699-től József osztrák főherceg felesége, 1705–1711 között császárné, magyar és cseh királyné.

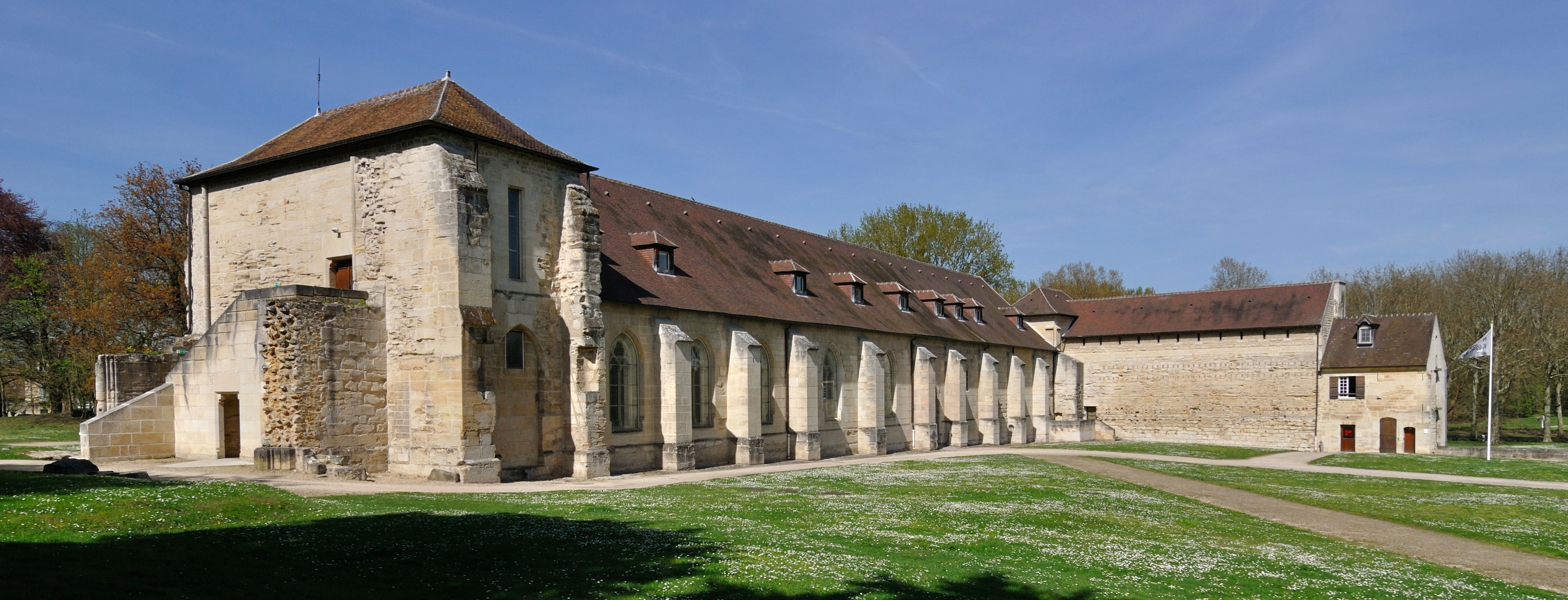
A maubuisson-i apátság ma.

### Gyermekévei, ifjúsága
Szigorú katolikus neveltetést kapott, gyermekéveit a franciaországi Maubuisson cisztercita kolostorában töltötte anyai nagynénjének, Lujza Mária pfalzi hercegnőnek (1647–1679) felügyelete alatt. 1693-ban tért vissza Hannoverbe. József főherceg – anyjának, Pfalz–Neuburgi Eleonóra császárnénak akarata ellenére – már korán felfigyelt a nála öt évvel idősebb Vilma Amáliára, aki nem csupán szép, hanem szelíd természetű és komoly gondolkodású nő volt.

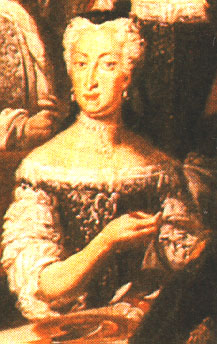
Vilma Amália braunschweig-lüneburgi hercegnő

### Házassága, gyermekei
1699. február 24-én Bécsben férjhez ment József osztrák trónörököshöz, I. Lipót német-római császár, magyar király és Pfalz–Neuburgi Eleonóra hercegnő elsőszülött fiához. A házasságból három gyermek született:
- Mária Jozefa (Bécs, 1699. december 8. – Drezda, 1757. november 17.), osztrák főhercegnő, 1719-től II. Frigyes Ágost szász választófejedelem (1733–1763 között lengyel király) felesége.
- Lipót József (Bécs, 1700. október 29. – Bécs, 1701. augusztus 4.), Ausztria főhercege, kisgyermekként meghalt.
- Mária Amália (Bécs, 1701. október 22. – München, 1756. december 11.), osztrák főhercegnő, 1722-től Károly Albert bajor választófejedelem, (1742–1745-ig német-római császár) felesége.

1705 és 1711 között a Gonzaga Eleonóra királyné által alapított Csillagkeresztes Rend védnökasszonya volt, ami a katolikus, jótékonykodó nemes asszonyok kitüntetése és szervezete volt. Házassága első évei a boldogság látszatát keltették, férjének házasságon kívüli szerelmi kapcsolatai, majd a trónörökös, Lipót József főherceg váratlan halála azonban igencsak megkeserítette Vilma Amália életét. 1704-ben a meglehetősen csapodár szexuális életet folytató József nemi betegséget (valószínűleg szifiliszt) kapott, mellyel feleségét is megfertőzte. A császárné alhasán fekélyek jelentek meg, mely nyilvánvalóan csökkentette a fogantatás lehetőségét. Férj és feleség fokozatosan elidegenedett egymástól, ami tovább növelte annak a veszélyét, hogy a császár által hőn áhított fiúutód nem születik meg. A császárné meddősége katasztrófát jelentett a Habsburg-dinasztiára nézve.

### Özvegységben
I. József 1711. április 17-én Bécsben meghalt. Két leány maradt utána, fiúörököse nem volt. Az interregnum idejére Vilma Amália anyósa, az özvegy Pfalz–Neuburgi Eleonóra anyacsászárné vette át a kormányt és intézte régensként az ügyeket. Vilma Amália mindent elkövetett, hogy sógorával, az ekkor Barcelonában tartózkodó Károly főherceggel szemben leányainak biztosítsa a osztrák hercegségek uralkodójának trónját. Még azt is keresztülvitte, hogy Károly elismerje a két főhercegnő utódlási jogát, tervét azonban mégsem tudta megvalósítani. Károly 1711 végén visszatért Spanyolországból Bécsbe, ahol beiktatták Ausztria uralkodó főhercegének méltóságába. Decemberben a német birodalmi rendek Károlyt császárrá is megválasztották (VI. Károly néven).
Vilma Amália ezután Bécsben maradt, ahol visszavonultan élt. 1722-ben belépett az általa 1717-ben alapított bécsi szaléziánusok kolostorába, ahol 20 évet töltött, ott halt meg 1742. április 10-én vízkórban. A kolostorban temették el, szívét a Habsburgok családi temetkezőhelyén, a bécsi kapucinusok templomának kriptájában őrzik.